# Herbert Kappler
Herbert Kappler, född 23 september 1907 i Stuttgart, död 9 februari 1978 i Soltau i närheten av Lüneburg, var en tysk SS-Obersturmbannführer.

## Biografi
År 1939 placerades Kappler i Rom som chef för Sicherheitsdienst (SD) i staden. I början av 1944 utnämndes han till chef för Gestapo i Rom. Den 8 september 1943 tog tyskarna helt över kontrollen i Rom och Kappler kom då att spela en mera framträdande roll. Han planerade och organiserade deportationen av drygt 10 000 judar från den italienska huvudstaden till bland annat Auschwitz-Birkenau. 
Den 23 mars 1944 förövade den kommunistiska motståndsrörelsen Gruppi d'Azione Patriottica ett attentat mot tyska SS på Via Rasella i centrala Rom. 33 SS-soldater dödades och Kappler ville då spränga hela kvarteret som hämnd. Hitler gav order om att 10 italienare skulle avrättas för varje död tysk och Kappler och chefen för den italienska polisen, Pietro Caruso, valde ut 335 offer. Dessa fördes till Fosse Ardeatine söder om Rom, där Kappler och hans SS-kolleger Erich Priebke och Karl Hass ledde massakern.
Efter andra världskriget ställdes Kappler inför rätta för brott mot mänskligheten och dömdes till livstids fängelse.